# Ford Fairlane Skyliner
Der Ford Fairlane Skyliner ist die Coupé-Cabriolet-Version der Fairlane-Reihe der US-amerikanischen Ford Motor Company und wurde nur in den Jahren 1957 bis 1959 gebaut. Sein besonderes Dach machte ihn weltberühmt, denn es war seit langem das erste komplett in einem Stück im Kofferraum versenkbare Hardtop der Welt (erstes Fahrzeug mit elektrischem Retractable Hardtop: Peugeot 401 Eclipse, 1935). Darüber hinaus verwendete Ford den Namen beim Ford Crestline Skyliner des Jahres 1954, dieser hatte jedoch ein durchsichtiges Plexiglasdach sowie beim Fairlane Crown Victoria Skyliner von 1955 bis 1956.
Der 6-sitzige Ford Fairlane 500 Skyliner kam 1957 als Schwestermodell des Sunliner-Cabrio auf den Markt, das nach wie vor mit normalem Stoff-Verdeck angeboten wurde. Der Skyliner sollte, der Werbung zufolge, auch Kunden ansprechen, die mit einem Stoff-Verdeck nicht zufrieden waren und auf den Komfort eines Stahldachs nicht verzichten wollten.

## Entwicklung
Ursprünglich war die Dachtechnik für Lincoln erdacht worden, da aber die Fahrzeuge dieser Marke ohnehin schon zu hohe Kosten verursachten, kam der Dachmechanismus schließlich bei Ford zum Einsatz, wo man sich durch die höheren Verkaufszahlen auch einen wirtschaftlichen Erfolg vorstellen konnte.
Liebevoll wurde er in der Werbung in Szene gesetzt und seine Technik erklärt. Lucille Ball und ihr Mann Dezi Arnaz (beide bekannt aus der in Amerika erfolgreichen "I Love Lucy"-Show, zu der Zeit bei Ford unter Werbevertrag), setzten ihn ebenfalls in Szene.
Der Skyliner wurde in der Zeit des Cabrio-Booms in den USA hergestellt. Das 1957er Modell wurde ganz nach dem Geschmack der Zeit gebaut, er verfügte über viele Rundungen, extreme Dimensionen und wirkte dennoch schlicht und edel. Dem Laien erschien er fast wie das Schwestermodell des Ford Thunderbird, aber er war immer noch ein echter Fairlane, hatte also mit dem T-Bird kaum Gemeinsamkeiten. In allen Modelljahren gab es Änderungen am Chromzierrat und optische Retuschen. Größte Änderung war der Wechsel von zwei auf vier Frontscheinwerfer mit dem Modelljahr 1958.

## Technik
Motorisiert war der Wagen ab 1957 ausschließlich mit V8-Motoren mit hängenden Ventilen. Der Hubraum begann bei 4457 cm3 mit 190 SAE-HP und einem manuellen 3-Gang-Schaltgetriebe, auf Wunsch mit Overdrive. Automatikgetriebe mit 3 Gängen waren als Extra verfügbar. Stärkere Motoren mit 4785 cm3 und 212 SAE-HP sowie 5113 cm3 und dann mit 245 SAE-HP waren gegen Aufpreis ebenfalls wählbar. Die Motoren wurde für 1958 überarbeitet, so dass der 4785 cm3 V8-Motor zum Einstieg wurde und dann 205 SAE-HP leistete. Ein neuer 5440 cm3 mit 265 SAE-HP kam ebenfalls hinzu, genauso wie ein großer 5768 cm3 Motor mit dann sogar 300 SAE-HP. Für 1959 änderte sich die Motorenpalette abermals. Diesmal waren ein 4785 cm3 Motor der Einstieg, welcher 200 SAE-HP leistete. Nächstgrößere Varianten waren der 5440 cm3 mit nur noch 225 SAE-HP oder der noch 300 SAE-HP leistende 5768 cm3 Motor. In allen Modelljahren gelangte die Kraft an die starre Hinterachse, welche an Halbelliptik-Blattfedern geführt war. Die Vorderradführung erfolgte mittels Dreieckslenkern oben und unten. Der Skyline verfügte an allen Rädern über Trommelbremsen die den maximal 168 km/h schnellen Wagen verzögerten. Bremskraftverstärker und Servolenkung waren aufpreispflichtig.
Optisch weitgehend mit der Fairlane-Familie identisch, verfügte der Fairlane 500 Skyliner über einige nicht sofort ins Auge fallende Unterschiede. Der Rahmen war gänzlich anders gestaltet, da im Kofferraum Platz für das Stahldach geschaffen werden musste, und auch die hintere Fahrzeugpartie war 8 cm länger als bei allen anderen Ford-Modellen. Der sonst hinter dem Nummernschild liegende Tankstutzen fand beim Skyliner am hinteren Kotflügel auf der Fahrerseite seinen Platz, der Tank rücke hochkant hinter die Rücksitzlehne, was zusätzlich die Sicherheit bei Auffahrunfällen erhöhte.
Mit 10 Relais, 11 Sensoren und 7 Elektromotoren wurde der Öffnungsvorgang vom Verdeck gesteuert. Das Ganze war mit über 180 Metern Kabeln verbunden. Das Dach wurde erst komplett um etwa 15 cm angehoben, die ersten rund 25 cm klappten nach unten ein und dann das ganze Dach nach hinten. Dabei war der Strombedarf nicht größer als beim konventionellen Cabrio. Es wurde sogar ein Sicherheitsschalter verbaut, damit das Dach nur bei der Getriebestellung "Neutral" geöffnet oder geschlossen werden konnte. Selbst bei geschlossenem Dach bot der Kofferraum nur ein Volumen von 184 Liter, geöffnet wurde der gesamte Raum für das Dach benötigt und es blieb praktisch kein Gepäckraum mehr. Offen gab es aber das Problem, dass das Dach den Stauraum zwar nicht komplett ausfüllte, aber absolut unzugänglich machte. Damit ein unerfahrener Fahrer des Wagens nicht das Kofferraumvolumen überschätzte, baute Ford auf Wunsch ein Metallgefäß ein, in dem genug Platz für 3 vollgepackte Reisetaschen war. Auch konnte der Kunde ein sogenanntes „Luggage Saver“-Kofferset aus dem Zubehörprogramm ordern. Um das Dach überhaupt in den Kofferraum bewegen zu können, wurde die Kofferraumklappe hinten angeschlagen. Die Nutzung des Raumes war so auch nur von den Seiten möglich.
Obwohl der Skyliner mit dem Dach eine technische Meisterleistung bot, war die Technik weniger für Störungen und Defekte anfällig, als erwartet. Wenn jedoch ein Sensor ausfiel oder ein Elektromotor ein falsches Signal bekam, so wurde selbst mitten im Öffnungs- oder Schließprozess der ganze Vorgang abgebrochen oder, wenn es noch schlimmer kam, verblieb das Dach in der Position, in der es stehengeblieben war. Wenn man also einen Skyliner mit halb offenem Dach durch die Straßen fahren sah, war das nicht etwa ein Werbegag, sondern eher ein Zeichen dafür, dass ein Problem an der Technik aufgetreten war. Der über 5 Meter lange und 2 Meter breite Wagen sollte eine Antwort auf die großen Cabrios von Cadillac, Chevrolet und Buick sein, was ihm zum Großteil auch gelang.
Ansonsten bot er, wie der „Rest“ der großen Cabrios jedes nur erdenkliche Extra, das sich zu dieser Zeit verfügbar war. Mit der 5,8-Liter-V8-Maschine brachte es der Wagen auf ordentliche Fahrleistungen zum typisch amerikanischen „Cruisen“. Ebenfalls typisch amerikanisch wurde mit Chrom nicht gespart, was ihn außerdem zum Blickfang machte. Der Skyliner startete 1957 bei einem Preis von 2942 USD, für 1958 wurde der Preis auf 3138 USD angehoben und stieg auf mindestens 3346 USD für 1959. Damit war er fast 400 USD teurer als das Sunliner-Cabriolet. Anfänglich verkaufte er sich mit 20.766 Fahrzeugen unter den Erwartungen, in den zwei Folgejahren sanken die Zahlen noch weiter. 1958 auf nur noch 14.713 und 1959 gar nur noch 12.915 Fahrzeuge, weshalb er dann aus dem Programm genommen wurde.
Der Ford Fairlane Skyliner wurde jedoch vor allem wegen seiner Dachkonstruktion zu einem gesuchten Oldtimer in den USA und Europa, der weitaus höhere Sammlerpreise erzielt als vergleichbare Cabriolets mit konventionellem Verdeck.

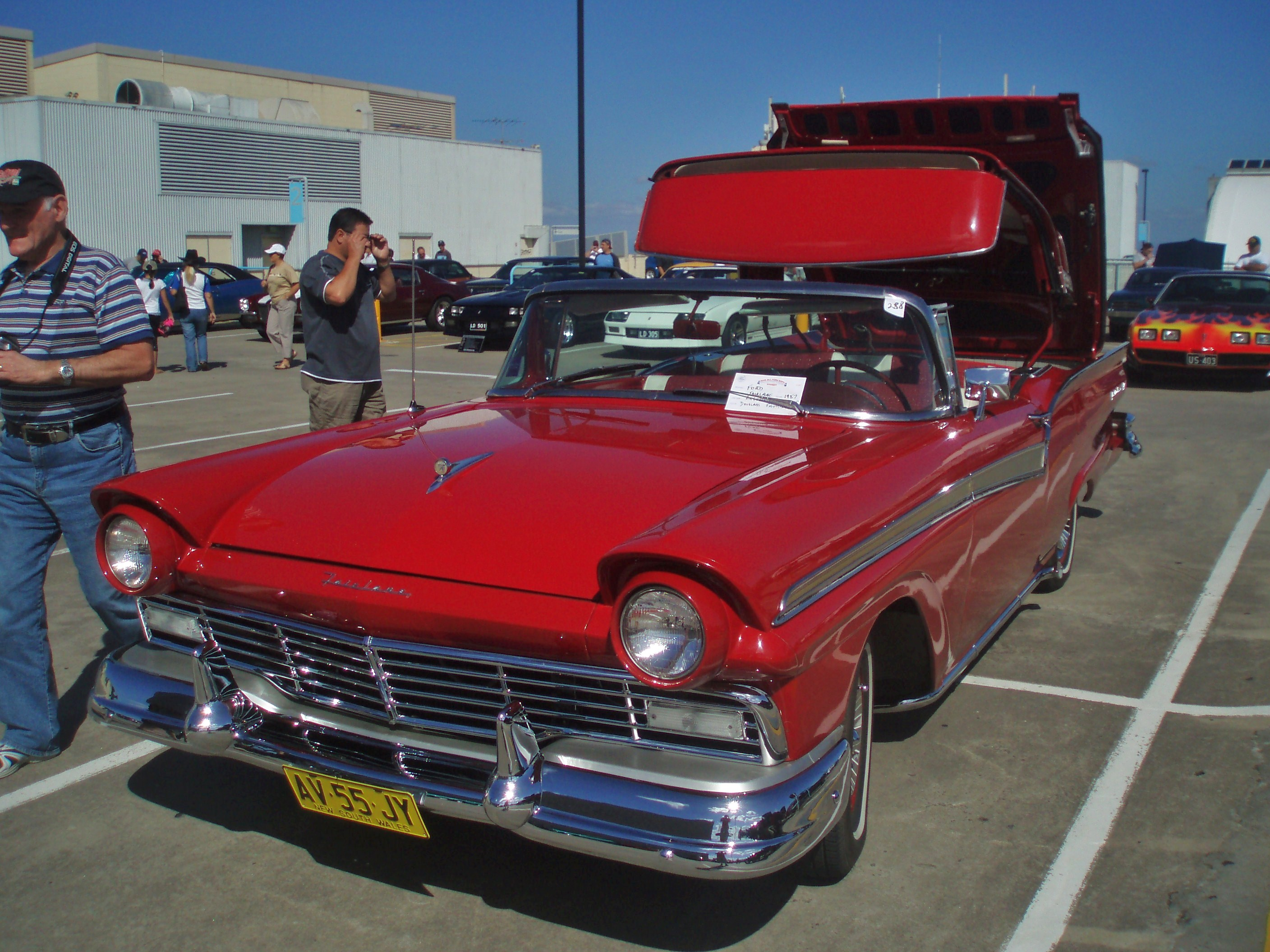
1957 Frontansicht, das abgeklappte vordere Dachelement ist gut erkennbar
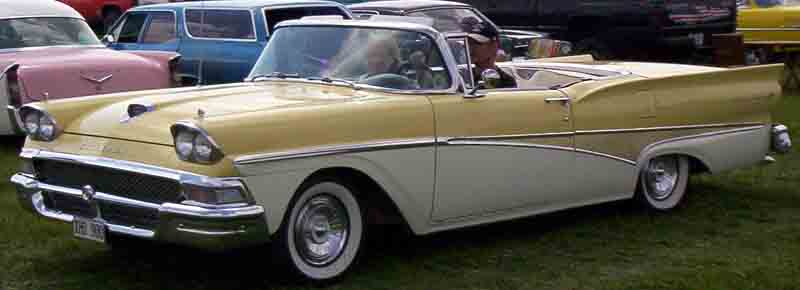
1958 Frontansicht, geöffnet
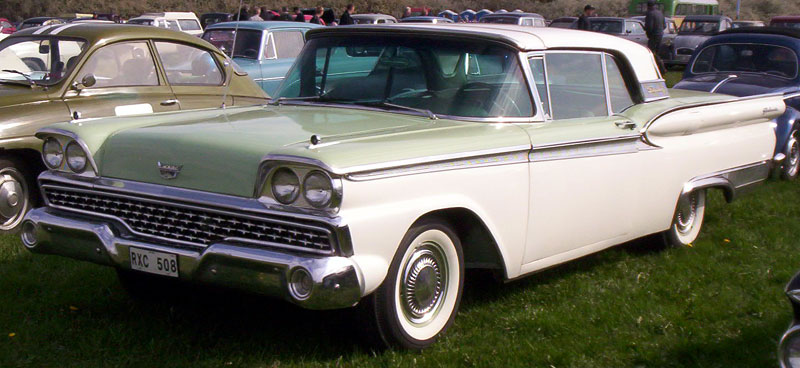
1959 Frontansicht
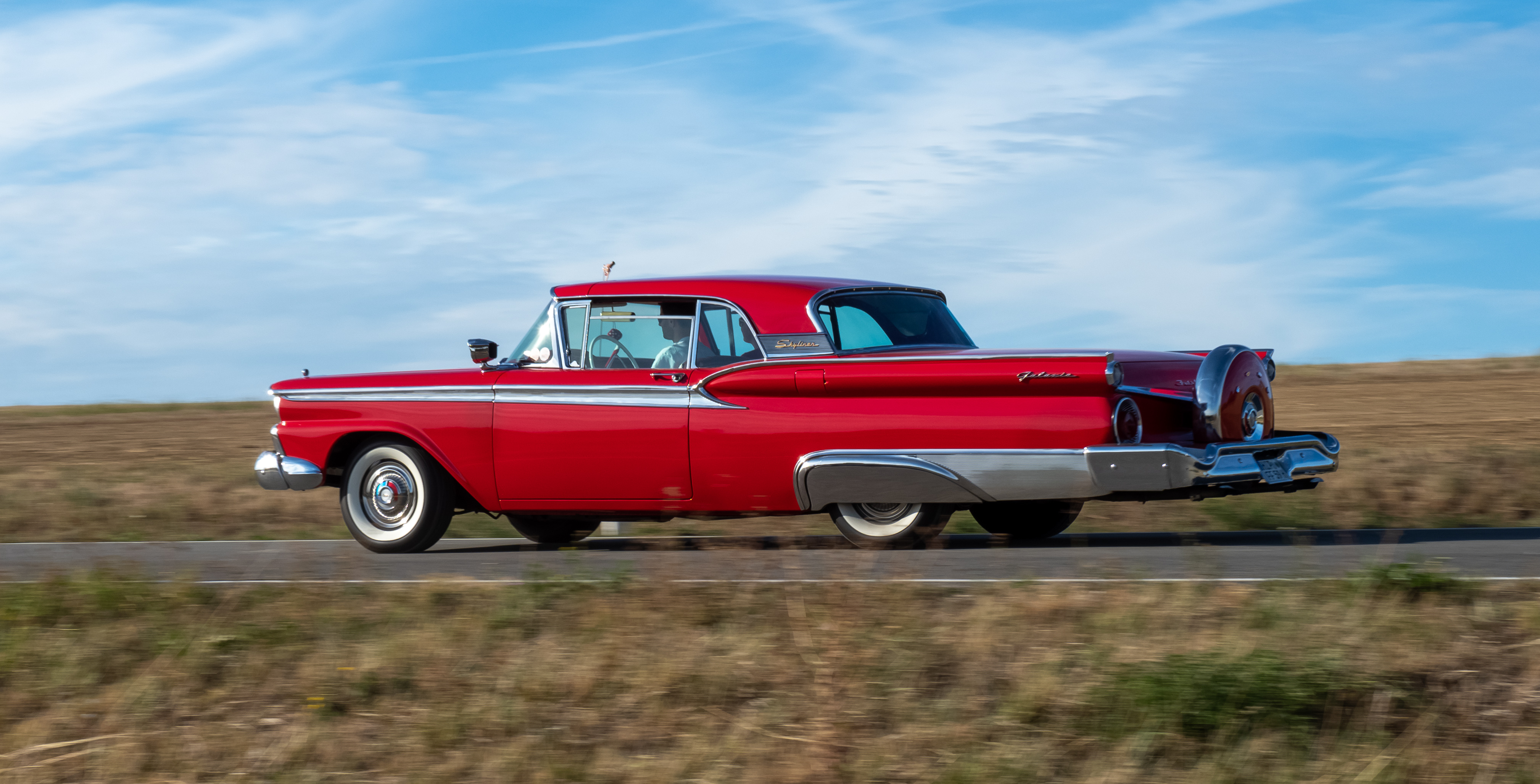
Seitenansicht
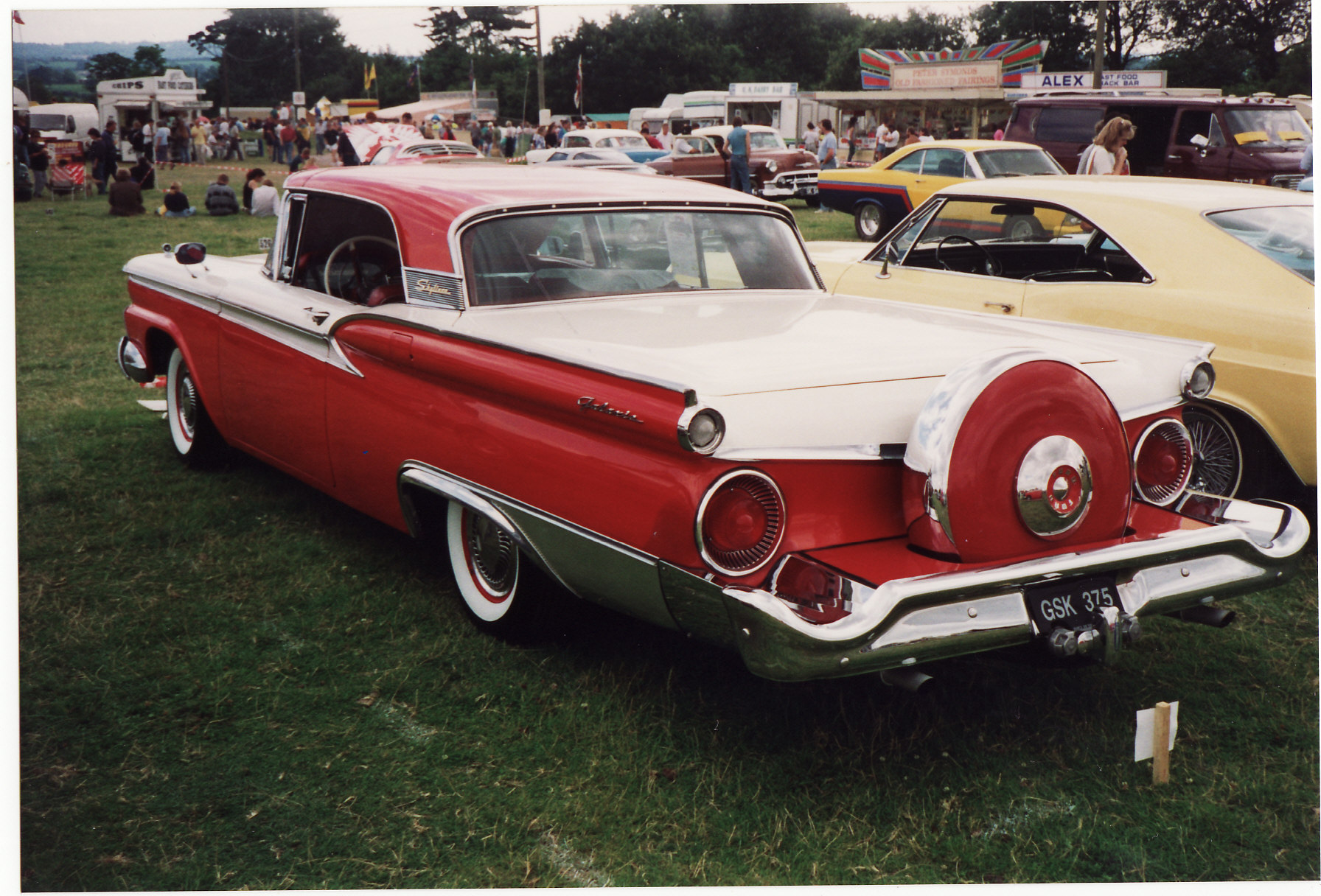
Heckansicht
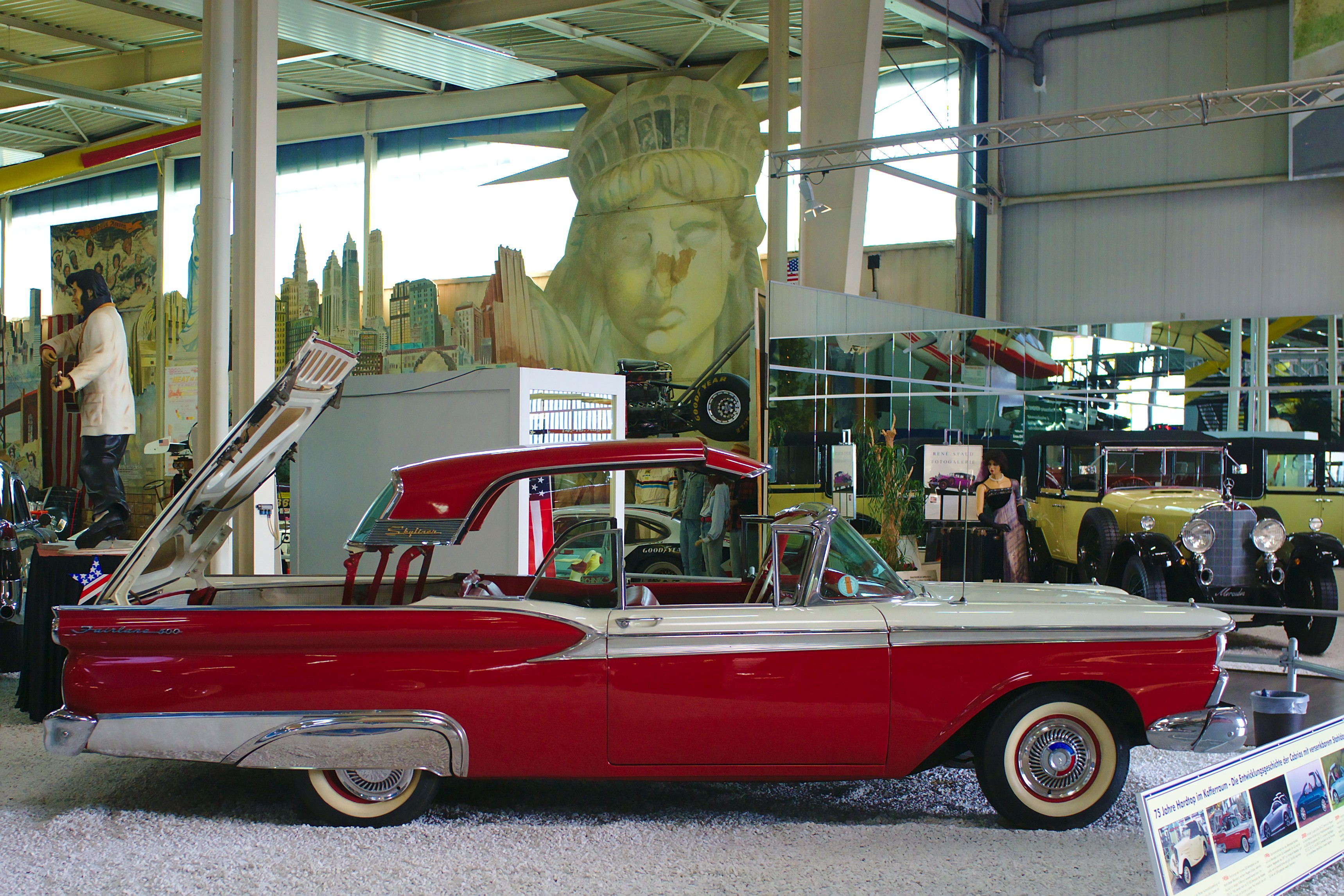
Dach beim Öffnungsvorgang

## Quelle
- Richard M. Langworth, Chris Poole, James R. Flammang: Amerikanische Automobile der 50er und 60er Jahre, 1. Auflage, Heel Verlag GmbH, Königswinter 2019, ISBN 978-3-95843-899-6.
- John Gunnell: Standard catalog of American cars, 1946-1975, 4. Auflage, Krause Publications, Iola, WI 2002, ISBN 0-87349-461-X (englisch).